# Didymoglossum cuspidatum
Didymoglossum cuspidatum är en hinnbräkenväxtart som först beskrevs av Carl Ludwig Willdenow, och fick sitt nu gällande namn av Ebihara och Dubuisson. Didymoglossum cuspidatum ingår i släktet Didymoglossum och familjen Hymenophyllaceae. Utöver nominatformen finns också underarten D. c. densestriatum.

## Bildgalleri

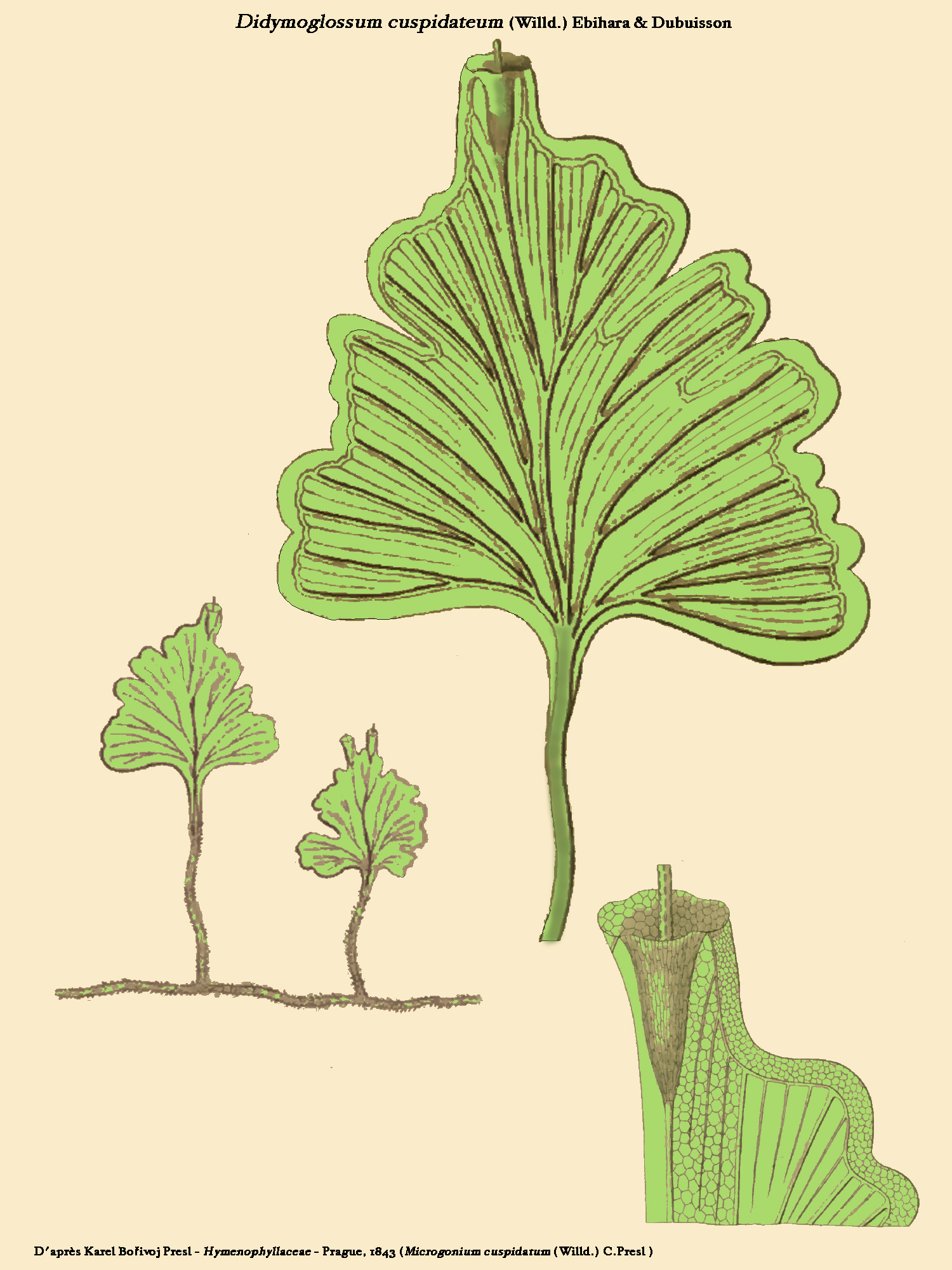
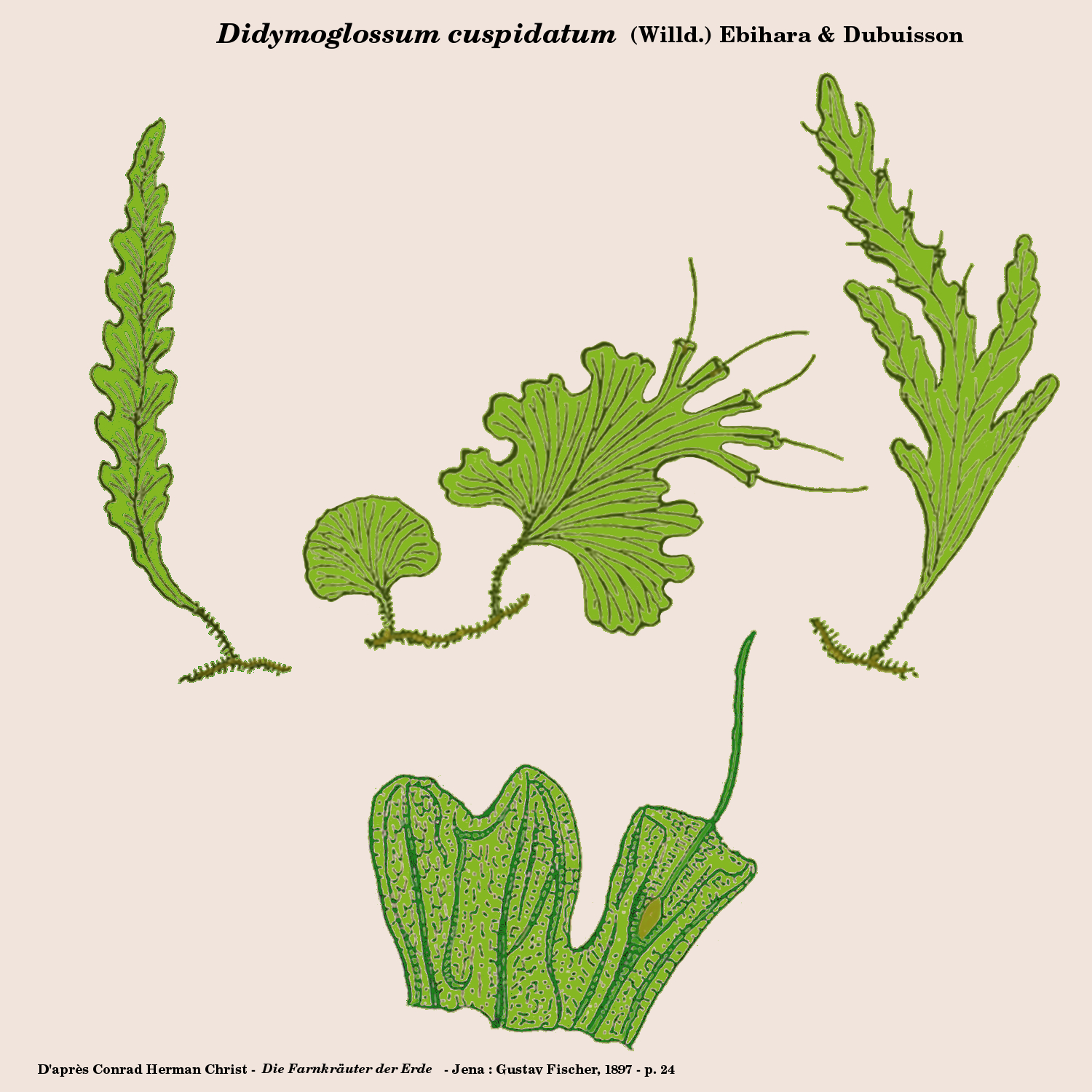